# Ханибалиан
Флавий Ханибалиан († септември 337) е член на Константиновата династия, която управлява Римската империя през 4 век.

## Биография
Той е син на Флавий Далмаций. Племенник е на Константин I.
Ханибалиан и неговият брат Далмаций получават образованието си в Толоса от ретора Екзуперий. През 20-те години на 4 век Константин призовава Флавий Далмаций и синовете му в Константинопол. Ханибалиан се омъжва са голямата дъщеря на Константин, Константина, през 335 и е обявен за nobilissimus.
По повод на кампанията на Константин срещу сасанидите (337), Ханибалиан е обявен за Rex Regum et Ponticarum Gentium, „Цар на царете и на понтийския народ“. Вероятно намерението на Константин е да постави Ханибалиан на понтийския трон след разгрома на персите. Персийската кампания така и не се състои, защото Константин умира през май 337.
Ханибалиан умира, заедно с неговия брат Далмаций, в последвалата чистка в имперското семейство.